# أنس الصبياني
أنس فضل الصبياني (مواليد 2 أكتوبر 1997) هو لاعب كرة قدم سعودي.

## مسيرة اللاعب
لعب في نادي الفيصلي في الفئات السنية و لعب بعدها مع نادي التقدم ونادي الأنصار ونادي الحجاز ونادي قرية العليا ونادي رضوى ونادي الثقبة ونادي الخالدي.